# Daméraucourt
Daméraucourt est une commune française située dans le département de l'Oise en région Hauts-de-France.

## Géographie

### Localisation

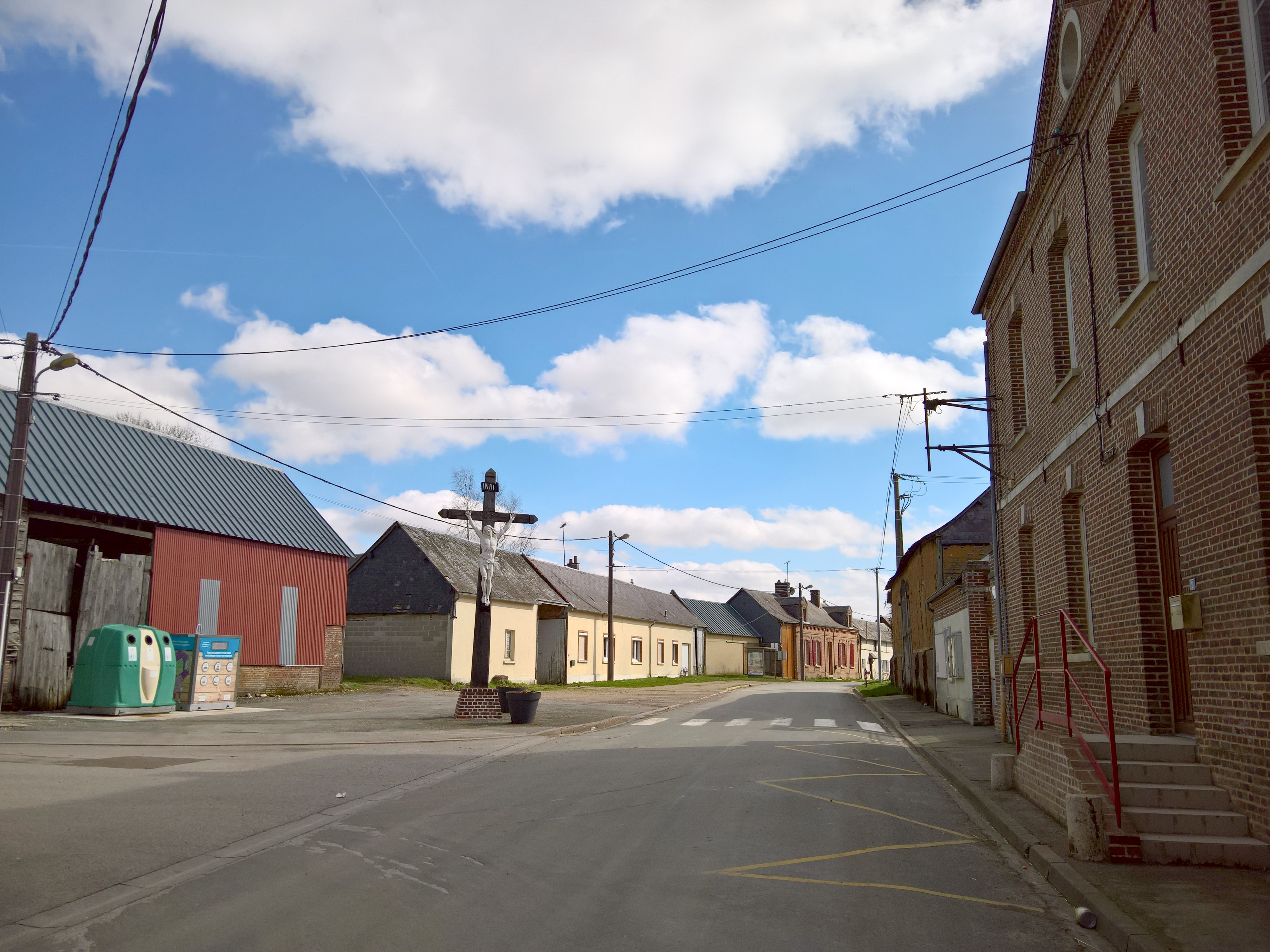
La rue de Grandvilliers devant l'école.

Daméraucourt est un village rural du plateau picard dans le département de l'Oise, limitrophe du département de la Somme et qui surplombe la vallée des Évoissons. Il est situé à 35 km au sud-ouest d'Amiens et à la même distance au nord-ouest de Beauvais.
Il est aisément accessible par l'Autoroute A29, le tracé initial de l'ex-RN 1 (actuelle RD 901) ou l'ex-RN 15 bis (actuelle RD 315).

### Communes limitrophes
Les communes limitrophes sont Dargies, Élencourt, Sarnois, Équennes-Éramecourt et Hescamps.
| Hescamps Somme |              | Équennes-Éramecourt Somme |
|                | Daméraucourt | Dargies                   |
| Élancourt      | Sarnois      |                           |

### Hydrographie

#### Réseau hydrographique
La commune est située dans le bassin Artois-Picardie. Elle est drainée par le Moulin de Taussacq.

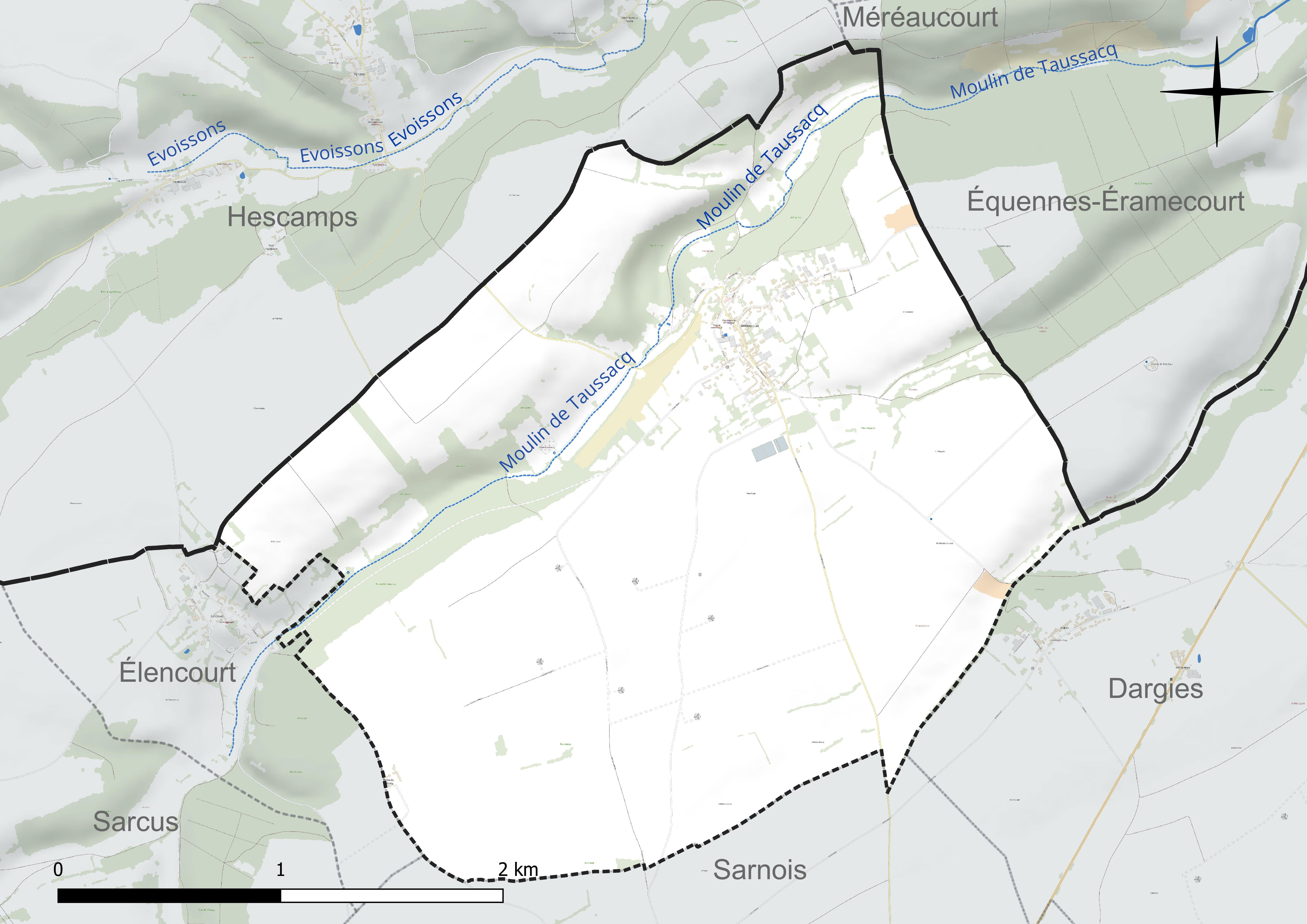
Réseau hydrographique de Daméraucourt.

#### Gestion et qualité des eaux
Le territoire communal est couvert par le schéma d'aménagement et de gestion des eaux (SAGE) « Sensée ». Ce document de planification concerne un territoire de 1 835 km2 de superficie, délimité par le bassin versant de la Somme canalisée. Le périmètre a été arrêté le 29 avril 2010 et le SAGE proprement dit a été approuvé le 6 août 2019. La structure porteuse de l'élaboration et de la mise en œuvre est le syndicat mixte d'aménagement hydraulique du bassin versant de la Somme (AMEVA).
La qualité des cours d'eau peut être consultée sur un site dédié géré par les agences de l'eau et l'Agence française pour la biodiversité.

### Climat
Pour des articles plus généraux, voir Climat des Hauts-de-France et Climat de l'Oise.
En 2010, le climat de la commune est de type climat océanique dégradé des plaines du Centre et du Nord, selon une étude du CNRS s'appuyant sur une série de données couvrant la période 1971-2000. En 2020, Météo-France publie une typologie des climats de la France métropolitaine dans laquelle la commune est exposée à un climat océanique et est dans la région climatique Côtes de la Manche orientale, caractérisée par un faible ensoleillement (1 550 h/an) ; forte humidité de l'air (plus de 20 h/jour avec humidité relative > 80 % en hiver), vents forts fréquents.
Pour la période 1971-2000, la température annuelle moyenne est de 9,9 °C, avec une amplitude thermique annuelle de 13,9 °C. Le cumul annuel moyen de précipitations est de 827 mm, avec 12,7 jours de précipitations en janvier et 8,6 jours en juillet. Pour la période 1991-2020, la température moyenne annuelle observée sur la station météorologique la plus proche, située sur la commune de Saint-Arnoult à 11 km à vol d'oiseau, est de 10,4 °C et le cumul annuel moyen de précipitations est de 797,2 mm,. Pour l'avenir, les paramètres climatiques de la commune estimés pour 2050 selon différents scénarios d'émission de gaz à effet de serre sont consultables sur un site dédié publié par Météo-France en novembre 2022.

## Urbanisme

### Typologie
Au 1er janvier 2024, Daméraucourt est catégorisée commune rurale à habitat dispersé, selon la nouvelle grille communale de densité à sept niveaux définie par l'Insee en 2022.
Elle est située hors unité urbaine. Par ailleurs la commune fait partie de l'aire d'attraction de Beauvais, dont elle est une commune de la couronne,. Cette aire, qui regroupe 162 communes, est catégorisée dans les aires de 50 000 à moins de 200 000 habitants,.

### Occupation des sols

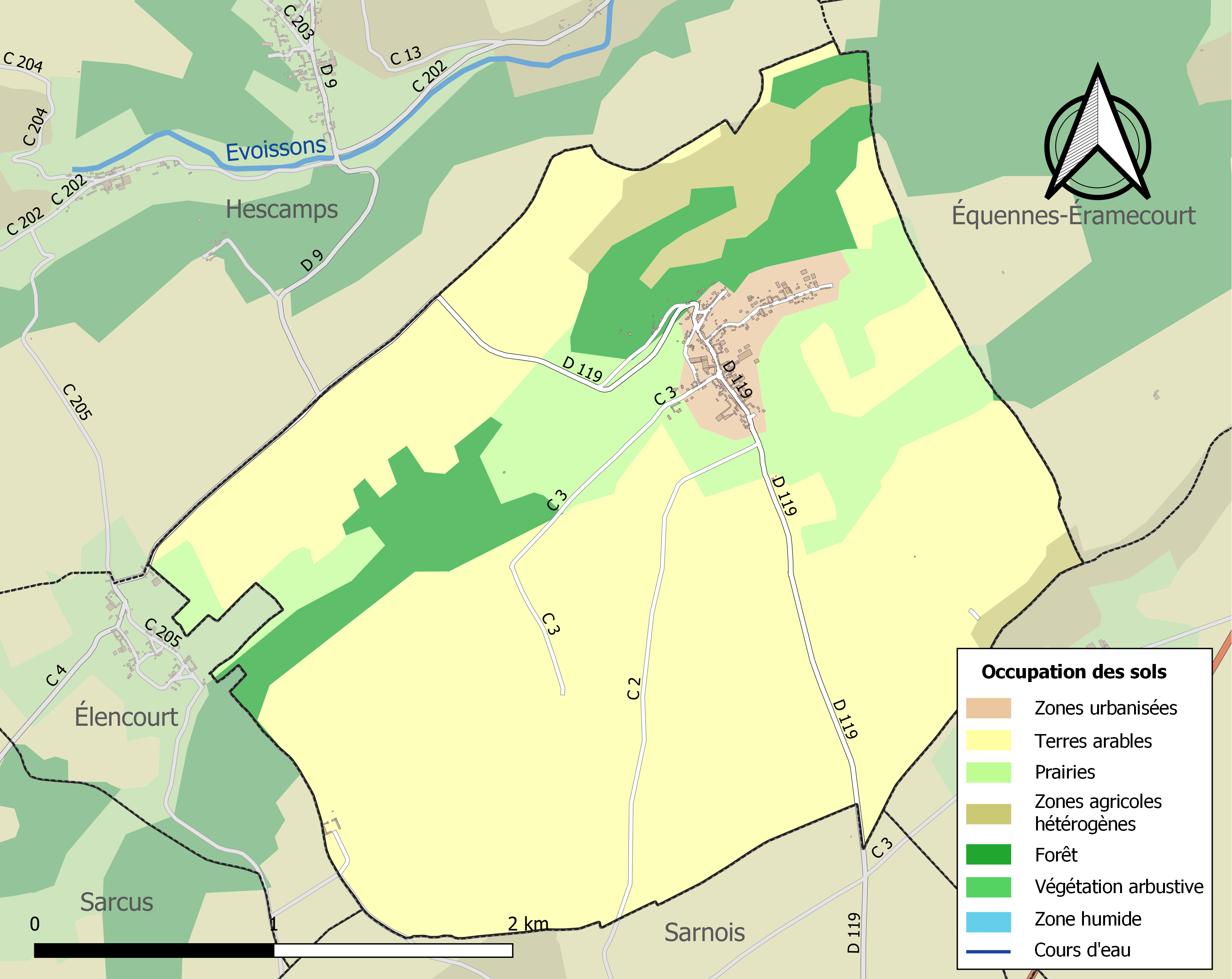
Carte des infrastructures et de l'occupation des sols de la commune en 2018 (CLC).

L'occupation des sols de la commune, telle qu'elle ressort de la base de données européenne d'occupation biophysique des sols Corine Land Cover (CLC), est marquée par l'importance des territoires agricoles (86,3 % en 2018), une proportion identique à celle de 1990 (86,3 %). La répartition détaillée en 2018 est la suivante : 
terres arables (67,7 %), prairies (13,9 %), forêts (10,5 %), zones agricoles hétérogènes (4,8 %), zones urbanisées (3,2 %). L'évolution de l'occupation des sols de la commune et de ses infrastructures peut être observée sur les différentes représentations cartographiques du territoire : la carte de Cassini (XVIIIe siècle), la carte d'état-major (1820-1866) et les cartes ou photos aériennes de l'IGN pour la période actuelle (1950 à aujourd'hui).

### Morphologie urbaine
Selon le rapport de présentation de la carte communale de la commune, « le village reproduit les caractéristiques essentielles des villages de paysage bocager : le village est entouré d'une couronne bocagère puis de champs ouverts. Les herbages se localisent surtout autour du village et sur les terres humides peu propices à l'agriculture. Le bâti présente des caractéristiques liées à la spécialisation d'élevages tels que les fermes herbagères, à cour ouverte sur la rue et de petite taille ».

### Habitat et logement
En 2018, le nombre total de logements dans la commune était de 104, alors qu'il était de 101 en 2013 et de 94 en 2008.
Parmi ces logements, 87,7 % étaient des résidences principales, 4,6 % des résidences secondaires et 7,7 % des logements vacants. Ces logements étaient pour 99 % d'entre eux des maisons individuelles et pour 1 % des appartements.
Le tableau ci-dessous présente la typologie des logements à Daméraucourt en 2018 en comparaison avec celle de l'Oise et de la France entière. Une caractéristique marquante du parc de logements est ainsi une proportion de résidences secondaires et logements occasionnels (4,6 %) supérieure à celle du département (2,5 %). Concernant le statut d'occupation de ces logements, 84,9 % des habitants de la commune sont propriétaires de leur logement (81,8 % en 2013), contre 61,4 % pour l'Oise et 57,5 pour la France entière.
| Typologie                                               | Daméraucourt | Oise | France entière |
| ------------------------------------------------------- | ------------ | ---- | -------------- |
| Résidences principales (en %)                           | 87,7         | 90,4 | 82,1           |
| Résidences secondaires et logements occasionnels (en %) | 4,6          | 2,5  | 9,7            |
| Logements vacants (en %)                                | 7,7          | 7,1  | 8,2            |

### Voies de communication et transports
La commune est desservie, en 2023, par les lignes 614, 6103, 6113 et 6152 du réseau interurbain de l'Oise.

## Toponymie
Le nom de la localité est attesté sous les formes Damenescort (1118) ; Damenoiscort (1172) ; Damelescort (1211) ; Damenecourt (1280) ; Dameroiscort (1328) ; Damenaucourt (1421) ; Damerocourt pres Poix (vers 1580) ; Dameraucour (1667) ; Daméraucourt (1840).
Le nom jeté ou sobriquet des villageois était au XIXe siècle les Nagas (les arriérés), sans qu'on en connaisse l'origine, leur sobriquet en patois picard « chés Nagas ed'Daméraucourt ».

## Histoire
En 1882 est découverte dans la commune une caverne funéraire préhistorique.
Des tuiles romaines ont été découvertes au bois de Quesnoy.
En 1219, le seigneur de Poix, châtelain de Daméraucourt, donne la moitié de la dîme payée par les habitants à l'abbaye de Lannoy, qui y possède alors une maison avec une grange dîmeresse, vendue en 1693.
En 1239, un accord intervient entre le sire de Dameraucourt, Robert, vicomte de Poix, et l'abbaye pour réparer à frais partagés le chœur et le clocher de l'église de Dameraucourt. « Les religieux de Lannoy s'obligeaient à faire reconstruire le chœur en pierre sur 40 pieds de long, 20 pieds de large et 36 pieds de haut dans œuvre, et la tour du clocher en pierre et bois, au carré, sur 12 pieds de chaque face et 46 pieds de haut dans œuvre, et de couvrir le tout en tuiles. La construction devait être terminée dans le délai d'un an à compter du jour de la Saint-Remi de l'an 1239. L'abbaye reconnaissait en outre qu'elle serait tenue, à l'avenir, de réparer la toiture à moins que les dégâts ne fussent causés par cas fortuit ou de cause majeure, par tempête ou incendie, et de subvenir au luminaire de l'église en fournissant annuellement deux sétiers d'huile et dix-huit livres de cire. De leur côté, le seigneur et les habitants de Daméraucourt s'engageaient laissera l'abbaye tous les matériaux de l'ancien chœur ».
Un château fort du XIVe siècle, détruit vers 1815, se trouvait à Daméraucourt. Sa porte est préservée et conservée au Musée de Picardie.
En 1848, un arbre de la liberté est planté sur la place du village à la suite de la Révolution de 1848. Ce peuplier était considéré en 1938 comme « le plus bel arbre de la liberté de notre région ».
En 1900, les habitants du village étaient surnommés les Nagas.

## Politique et administration

### Rattachements administratifs et électoraux
La commune se trouve dans l'arrondissement de Beauvais du département de l'Oise. Pour l'élection des députés, elle fait partie depuis 1988 de la deuxième circonscription de l'Oise.
Elle fait partie depuis 1801 du canton de Grandvilliers. Dans le cadre du redécoupage cantonal de 2014 en France, ce canton, dont la commune est toujours membre, est modifié, passant de 23 à 101 communes.

### Intercommunalité
La commune fait partie de la communauté de communes de la Picardie verte, créée fin 1996 et qui succédait notamment au SIVOM du canton de Grandvilliers, créé en 1965.

### Liste des maires
| Période                                  | Période                   | Identité           | Étiquette | Qualité                                                                   |
| ---------------------------------------- | ------------------------- | ------------------ | --------- | ------------------------------------------------------------------------- |
| Les données manquantes sont à compléter. |                           |                    |           |                                                                           |
| mai 1908                                 | après 1938                | Hyppolite Boye     |           | Agriculteur Chevalier du mérite agricole Chevalier de la légion d'honneur |
| 1959                                     | 1986                      | Jean-Pierre Jordan |           | Conseiller général de Grandvilliers (1964 → 1976)                         |
| Les données manquantes sont à compléter. |                           |                    |           |                                                                           |
| mars 2001                                | 2008                      | Albert Vasseur     |           |                                                                           |
| mars 2008                                | 2014                      | Michel Gérard      |           | Responsable administratif                                                 |
| avril 2014                               | En cours (au 6 juin 2023) | Hugues Crignon     |           | Agriculteur Réélu pour le mandat 2020-2026                                |

## Équipements et services publics

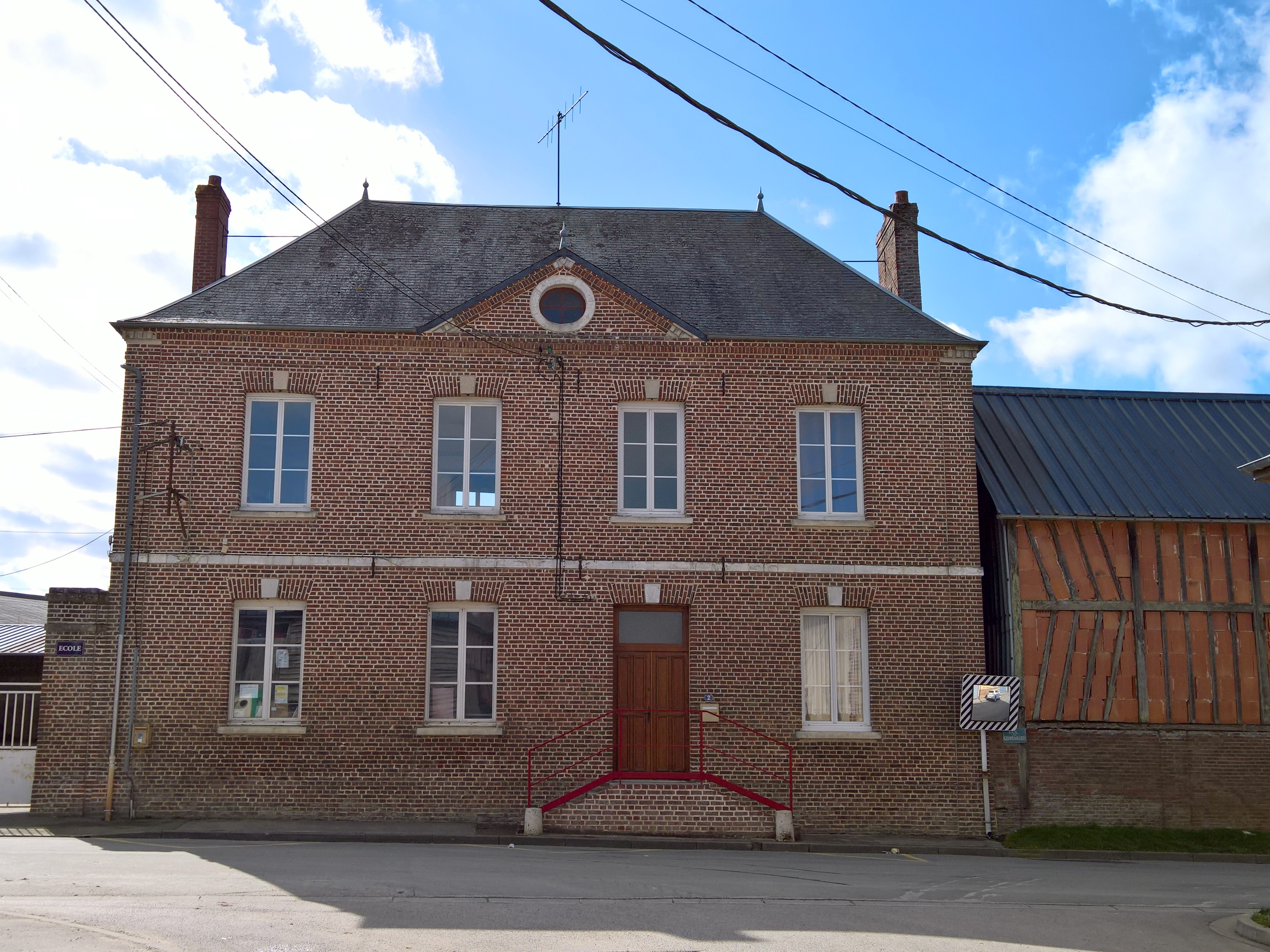
L'école.

### Eau et déchets
L'adduction d'eau est assurée par le syndicat des eaux de Dargies-Daméraucourt, auquel adhère la commune.. Son captage est situé à Dargies.

### Enseignement
En 2021, les enfants sont scolarisés au sein d'un regroupement pédagogique intercommunal qui regroupe Dargies, Daméraucourt, Élencourt, Offoy et Sarnois,.
La classe de Sarnois accueille les maternelles (2020-2021 : 32 élèves), celle de Dargies les CP  CE1 et CE2 (Effectif 2020-2021 : 21 élèves) et celle de Daméraucourt les CM1 et CM2 (Effectif 2020-2021 : 22 élèves).

## Population et société

### Démographie

#### Évolution démographique
L'évolution du nombre d'habitants est connue à travers les recensements de la population effectués dans la commune depuis 1793. Pour les communes de moins de 10 000 habitants, une enquête de recensement portant sur toute la population est réalisée tous les cinq ans, les populations de référence des années intermédiaires étant quant à elles estimées par interpolation ou extrapolation. Pour la commune, le premier recensement exhaustif entrant dans le cadre du nouveau dispositif a été réalisé en 2005.

En 2022, la commune comptait 200 habitants, en évolution de −9,5 % par rapport à 2016 (Oise : +0,87 %, France hors Mayotte : +2,11 %).
| 1793 | 1800 | 1806 | 1821 | 1831 | 1836 | 1841 | 1846 | 1851 |
| ---- | ---- | ---- | ---- | ---- | ---- | ---- | ---- | ---- |
| 454  | 510  | 539  | 484  | 505  | 502  | 479  | 470  | 449  |

| 1856 | 1861 | 1866 | 1872 | 1876 | 1881 | 1886 | 1891 | 1896 |
| ---- | ---- | ---- | ---- | ---- | ---- | ---- | ---- | ---- |
| 451  | 426  | 427  | 361  | 323  | 320  | 299  | 266  | 256  |

| 1901 | 1906 | 1911 | 1921 | 1926 | 1931 | 1936 | 1946 | 1954 |
| ---- | ---- | ---- | ---- | ---- | ---- | ---- | ---- | ---- |
| 234  | 231  | 210  | 180  | 162  | 166  | 185  | 210  | 187  |

| 1962 | 1968 | 1975 | 1982 | 1990 | 1999 | 2005 | 2006 | 2010 |
| ---- | ---- | ---- | ---- | ---- | ---- | ---- | ---- | ---- |
| 220  | 203  | 163  | 171  | 186  | 166  | 199  | 200  | 227  |

| 2015 | 2020 | 2022 | - | - | - | - | - | - |
| ---- | ---- | ---- | - | - | - | - | - | - |
| 221  | 204  | 200  | - | - | - | - | - | - |

#### Pyramide des âges
En 2018, le taux de personnes d'un âge inférieur à 30 ans s'élève à 31,3 %, soit en dessous de la moyenne départementale (37,3 %). À l'inverse, le taux de personnes d'âge supérieur à 60 ans est de 28,9 % la même année, alors qu'il est de 22,8 % au niveau départemental.
En 2018, la commune comptait 106 hommes pour 110 femmes, soit un taux de 50,93 % de femmes, légèrement inférieur au taux départemental (51,11 %).
Les pyramides des âges de la commune et du département s'établissent comme suit.
| Hommes | Classe d’âge | Femmes |
| ------ | ------------ | ------ |
| 0,0    | 90 ou +      | 3,8    |
| 7,0    | 75-89 ans    | 1,9    |
| 20,0   | 60-74 ans    | 25,0   |
| 19,0   | 45-59 ans    | 18,3   |
| 23,0   | 30-44 ans    | 19,2   |
| 14,0   | 15-29 ans    | 13,5   |
| 17,0   | 0-14 ans     | 18,3   |

| Hommes | Classe d’âge | Femmes |
| ------ | ------------ | ------ |
| 0,5    | 90 ou +      | 1,4    |
| 5,5    | 75-89 ans    | 7,6    |
| 15,6   | 60-74 ans    | 16,3   |
| 20,8   | 45-59 ans    | 20     |
| 19,4   | 30-44 ans    | 19,4   |
| 17,6   | 15-29 ans    | 16,2   |
| 20,6   | 0-14 ans     | 19,1   |

## Culture locale et patrimoine

### Lieux et monuments
- La mairie-école, en brique rouge typique.
- L'église Saint-Denis[38], construite en limite du village sur un site légèrement dominant, une des rares églises du secteur à avoir conservé des parties du XIIIe siècle et qui a fait l'objet de travaux en 2015-2016, avec de nouveaux vitraux dont un dédié à Jeanne d'Arc, une poutre de gloire spiralée en bois de 1762 qui sépare le chœur et la chapelle seigneuriale, et supporte un Christ en croix avec saint Jean et Marie[39],[20], des fonts baptismaux de la fin du XII e ou du début du  XIIIe siècle[40], un harmonium rénové, et un ensemble inspirant la paix de ce petit village.

Elle contient une cloche qui porte l'inscription : « J'ay été bénite par Messire Nicolas Pillesoy curé de ce lieu assisté de messire François Piat prêtre messire François comte de Lannoy châtelain, seigneur dudit Lannoy de Daméraucourt Saint-Martin le pauvre du viel [...] Houdan au bois baron de Bretizel seigneur et [...] d'Ouchy Chasteau et dame de la Motte La Croix au bailly Anfreville Marais, Mers, Capagne, Omastre Sallenelle, Bosraucourt, Lespinoy et gouverneur des villes et châteaux du comté d'Eu et Tresport sur la mer grand bailli des eaux et forest dudit comté gentilhomme ou aire de la chambre du roy maréchal de camp des armées nommée Louise par messire Jean de Lestendard, chevalier, seigneur marquis de Bully et dame Louise de Torsy sur les [...] / de Nainville fondeur Amiens/1669.  »
Dans l'église se trouve la dalle funéraire en pierre de Tournai de Nicolas de Lannoy et de son épouse Magdeleine de Mutterel du début du XVIIe siècle, avec une inscription, peu lisible : « Cy gist hault et puissant seigneur maître Nicolas de Lannoy chevalier connétable du roy en ses conseils d'état et privé gouverneur du comté et maistre des eaux et forêts dudit comté seigneur dudit lieu de Lannoy, Daméraucourt, Coignères, Austrucq, baron, pair et conestable héréditaire de Boulonois seigneur et baron (?) d'Auxi le Château qui décéda le 10... 16... Et dame Magedeleine le Mutterel sa femme, dame de Foyville et autres lieux laquelle décéda le 10... De... 16… », et une autre, semblable, de Jean de Lannoy et Anne de Herbelot.

L'église Saint-Denis
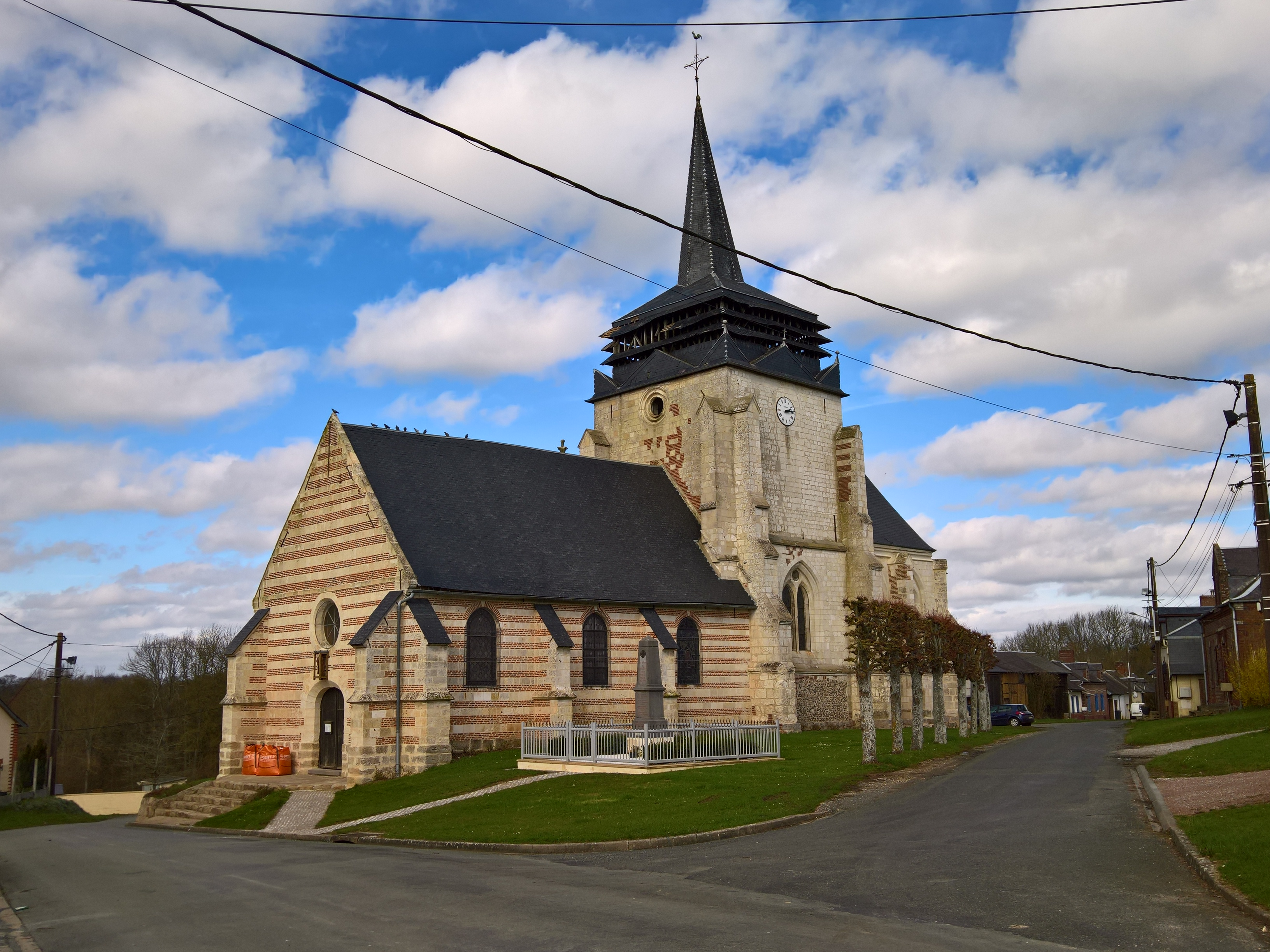
L'église et le monument aux morts
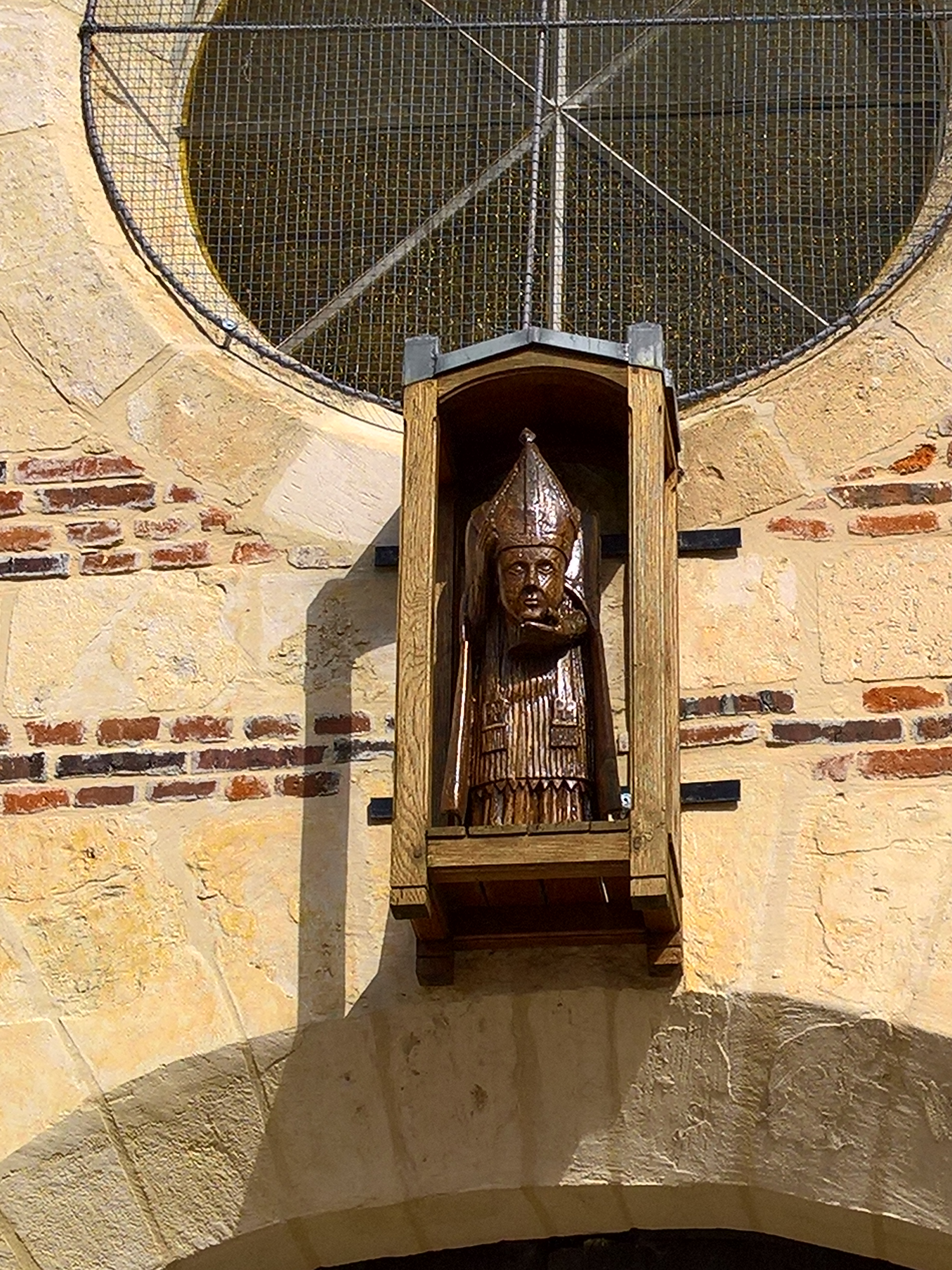
Statue du saint, sur la façade de l'église
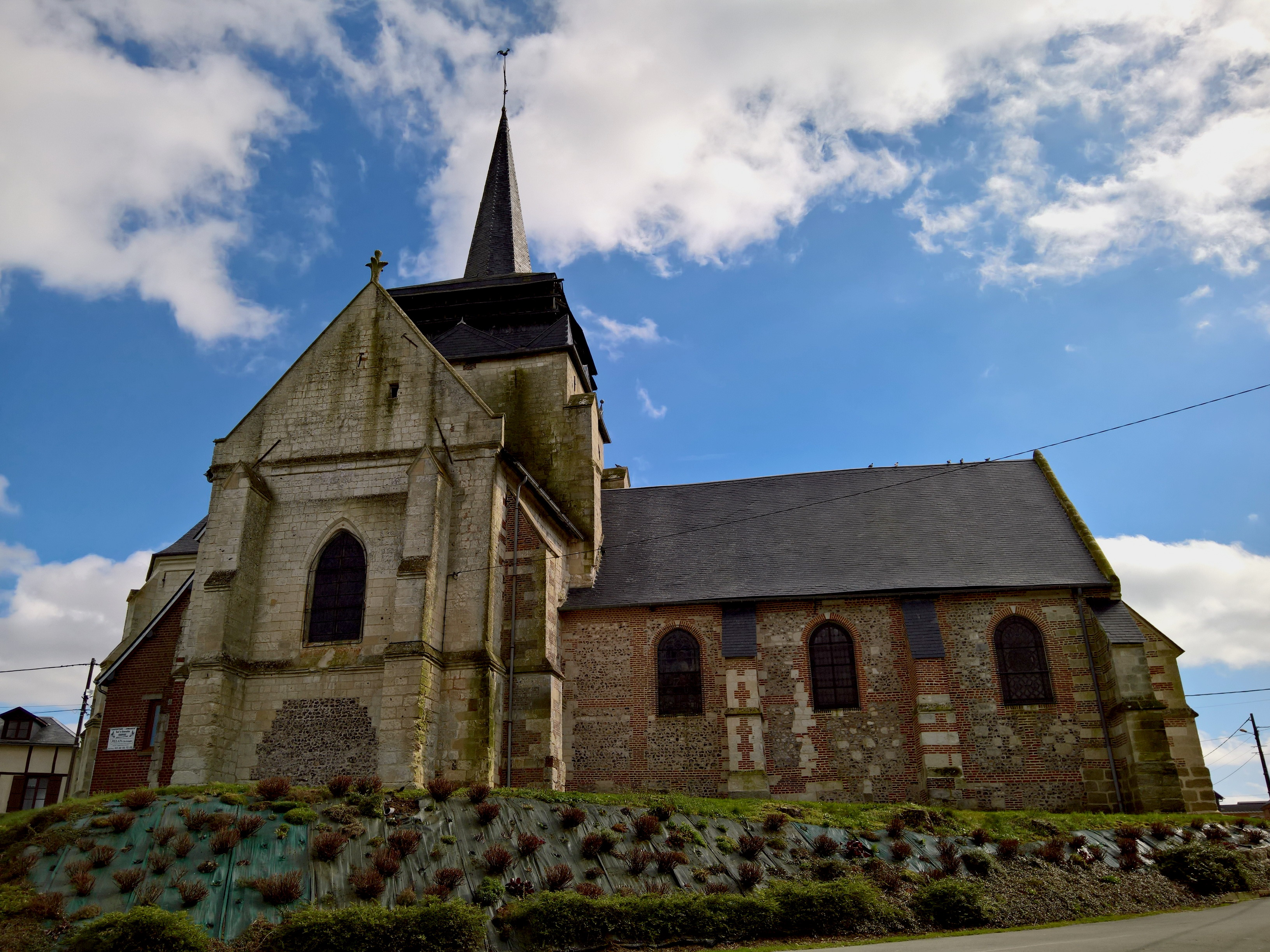
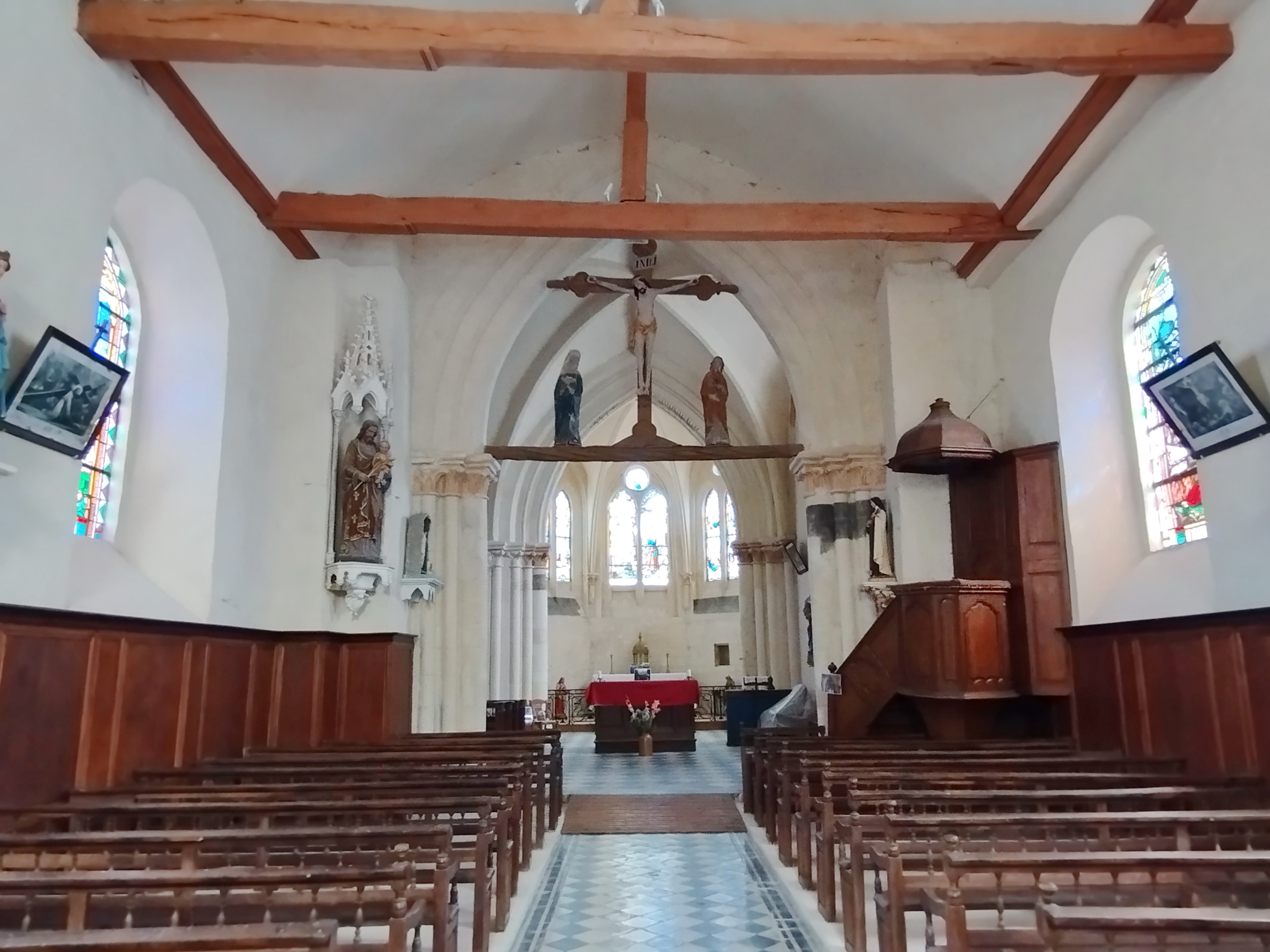
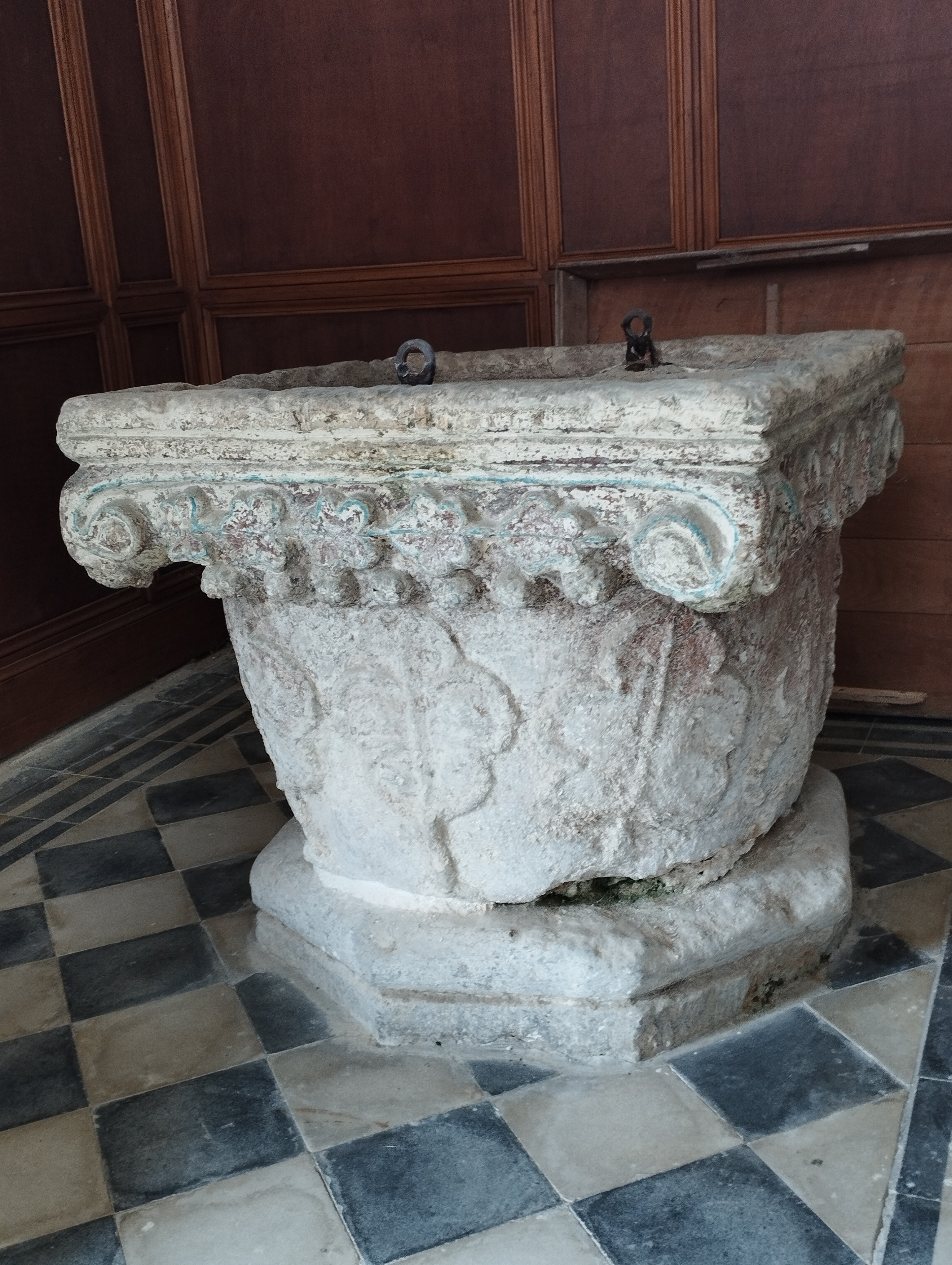
Fonts baptismaux.
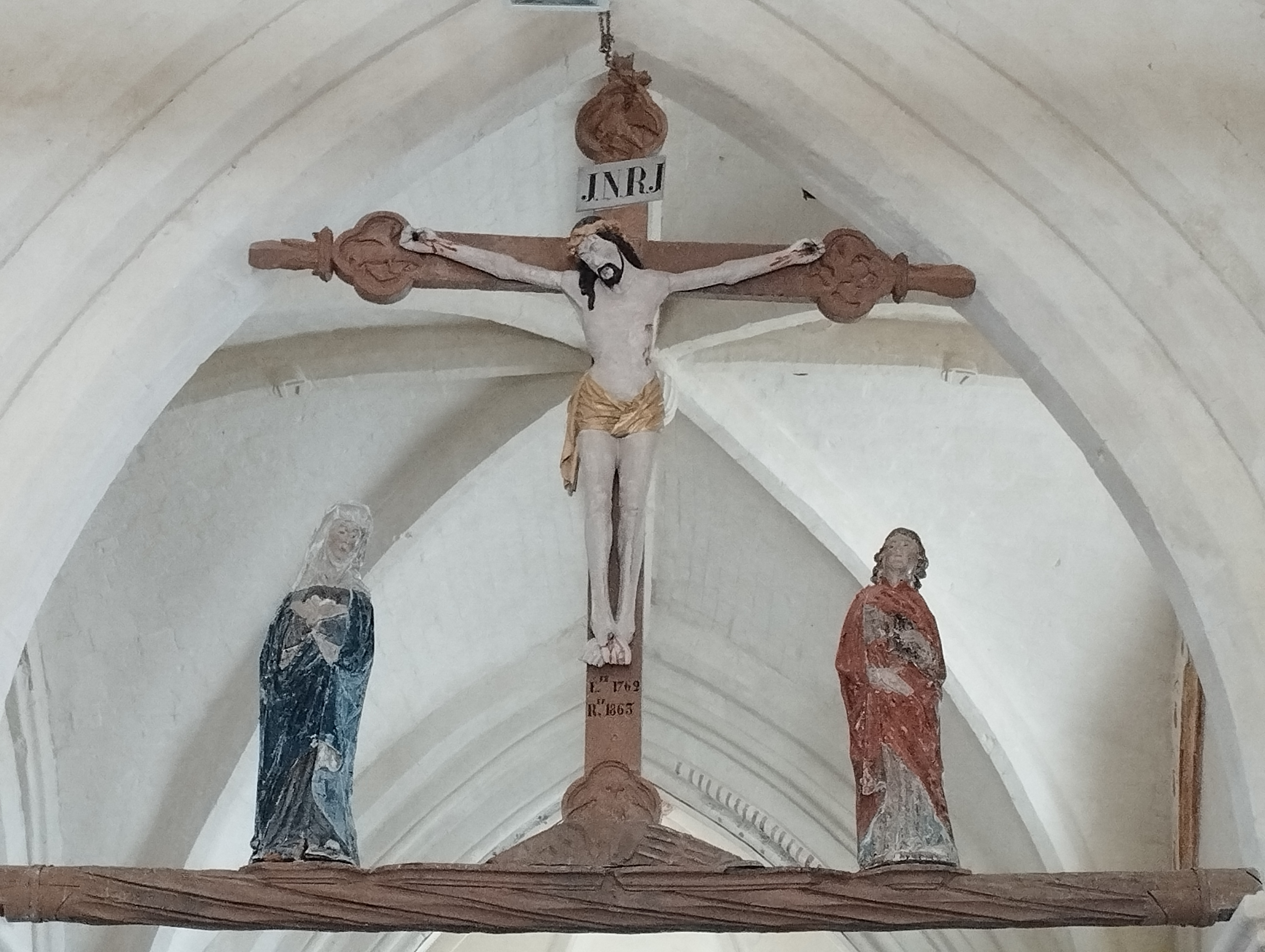
La poutre de gloire.
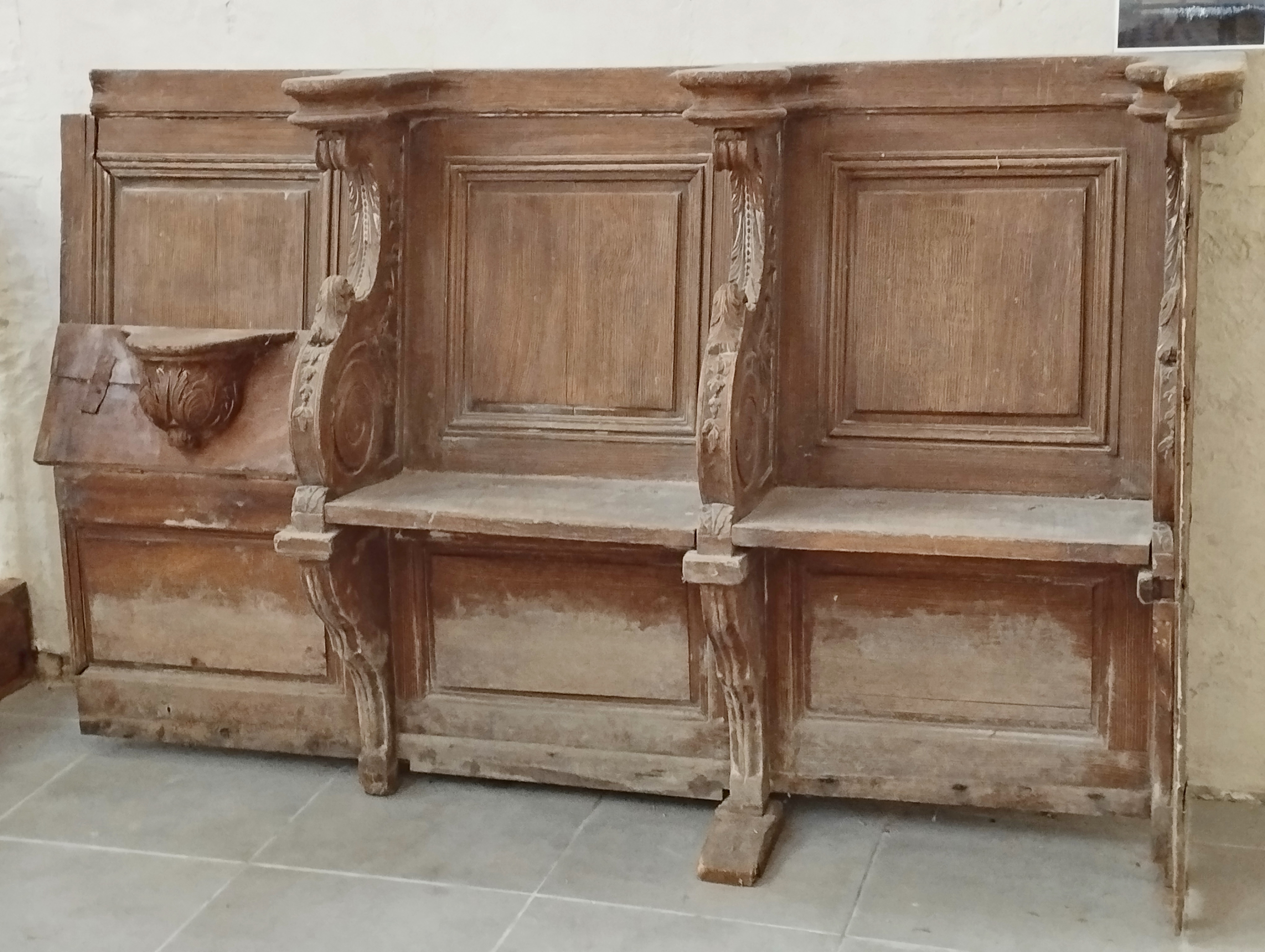
Stalles du chœur.
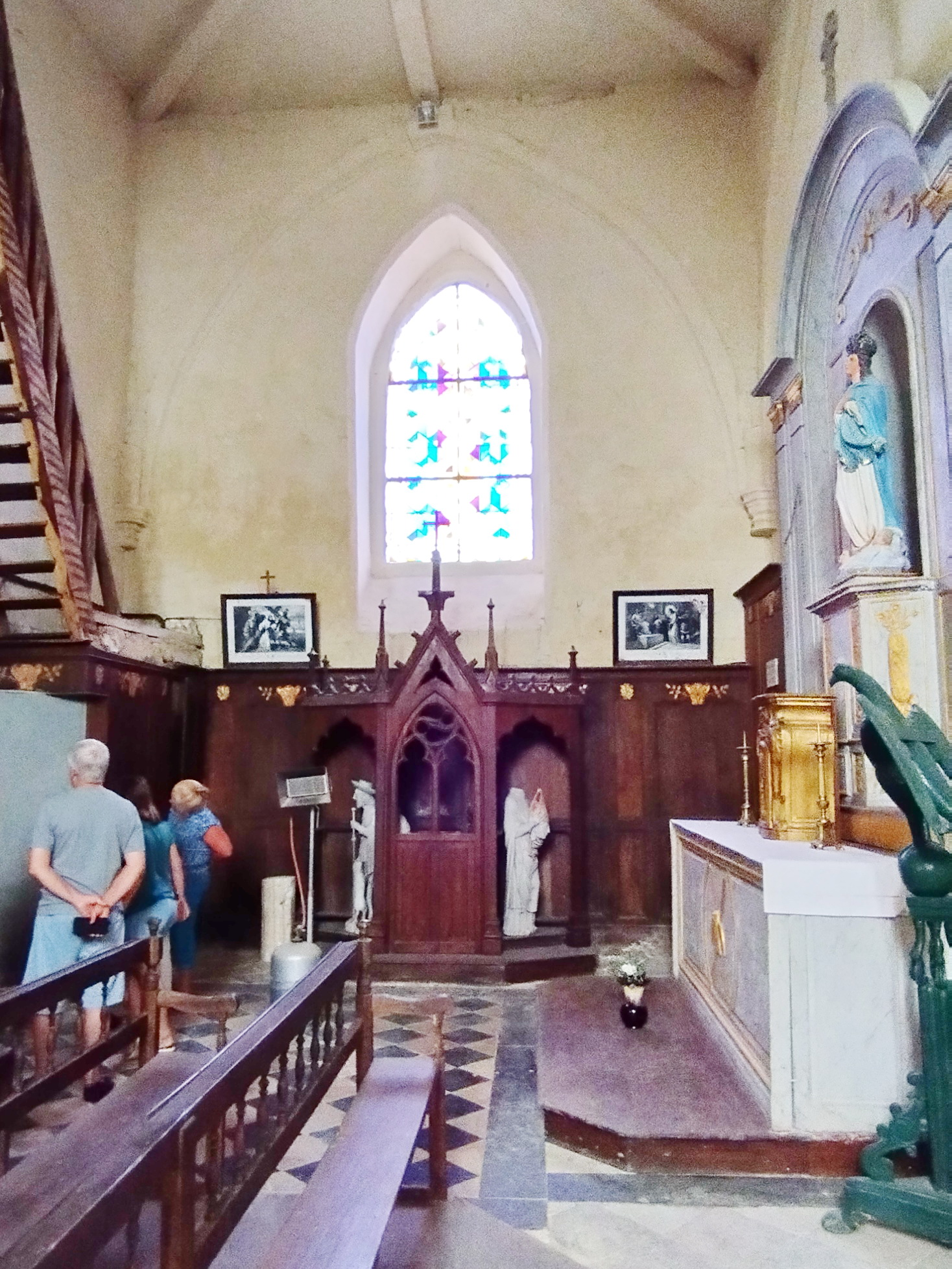
La chapelle seigneuriale.
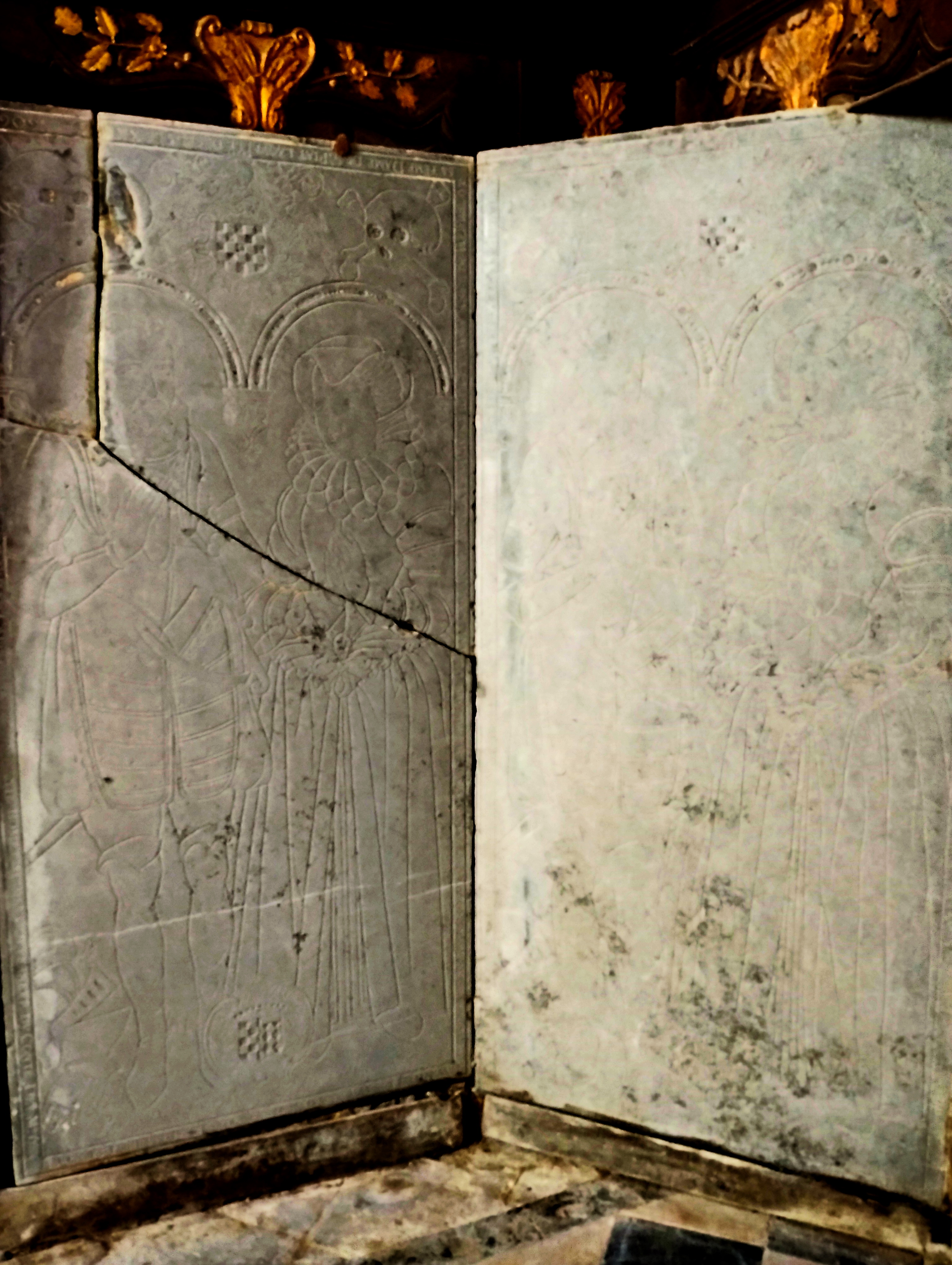
Dalle funéraire de Jean de Lannoy et de sa femme Anne de Herbelot

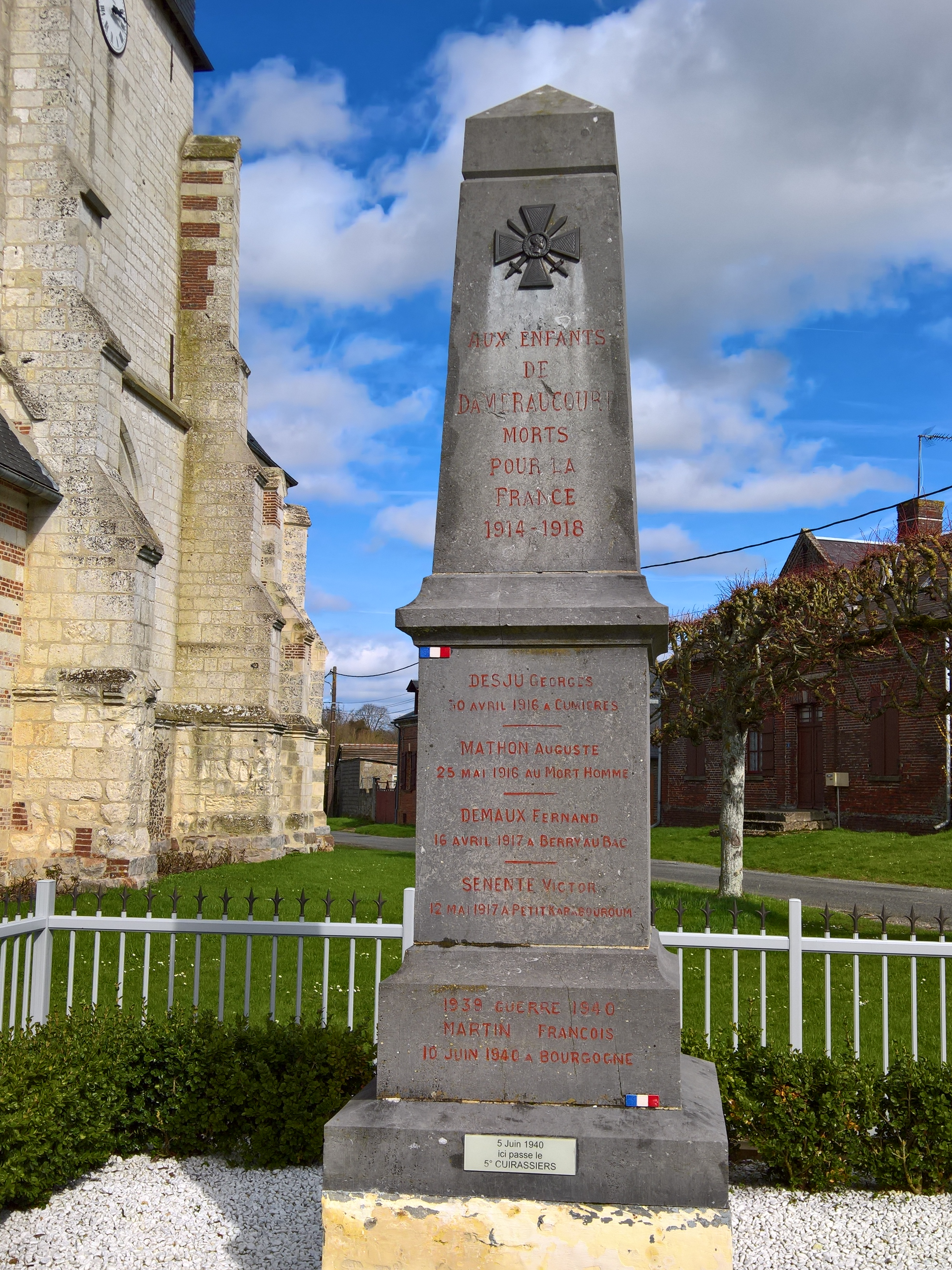
Le monument aux morts.

- Le village compte trois chapelles et quatre calvaires[44] :
  - La chapelle Saint-François, reconstruite à l'identique après sa destruction en 2009 lors d'un accident de la route. Elle porte l'inscription Ecce homo sur son fronton ;
  - La chapelle Notre-Dame-de-la-Miséricorde ;
  - La chapelle Saint-Denis, au cimetière, qui date du XVIe siècle. À la fin du XIXe siècle, on mentionnait que  « la charpente n'est pas sans intérêt. La sablière présente deux têtes, dont l'une tire la langue, l'autre est celle d'un singe. Les tirants et le poinçon de l'abside sont en spirale. On voit aussi deux écussons l'un est celui des Dameraucourt. l'autre mi-partie des Dameraucourt, mi-partie de... à trois chevrons de... Cette chapelle était, autrefois, le but d'un pèlerinage : on y disait la messe le premier jeudi du mois[20] ».
  - Les calvaires de l'école, du carrefour, de la rue du Bois et le calvaire Crignon.

On peut également noter la remise de l'ancienne caserne des pompiers et le monument aux morts.

### Personnalités liées à la commune
- La légende dit que le village de Rameroncourt (Oise)  avait pour seigneur vers 1560 le chevalier Antoine de Lannoy, époux de Jacqueline Rasse. Ce couple eut au moins deux enfants, Jean de Lannoy, qui succéda à son père et sa sœur Marie qui aurait épousé en 1571 le chevalier Jacques de Manssel. De cette union naquit en janvier 1583 Marie de Manssel, baptisée quelques jours après à Montfort-l'Amaury (Yvelines) par le curé Michel Moreau. 
Le parrain était Nicolas Moreau (1544-1619) dit d'Auteuil du nom de sa seigneurie. Proche du duc d'Anjou et futur Henri III dont il fut le maître d'hôtel, Nicolas Moreau est trésorier de France jusqu'en 1586. Époux de Marthe Potier, fille de Jacques, seigneur de Blancmesnil, et de Françoise Cueillette, dame de Gesvres, Nicolas Moreau est seigneur de Thoiry (78) et l'un des bibliophiles renommés de son époque[45],[46],[47],[48].
- Jean Casale, pilote pionnier de l'aviation français et as de la Première Guerre mondiale, fut tué en s'écrasant le 23 juin 1923 dans la forêt de Daméraucourt, de retour d'un meeting aérien au Touquet avec son Blériot Type 115 dit "le Mammouth" (quadrimoteur de transport pour 8 passagers)[49].

### Héraldique
Les armes des seigneurs de Daméraucourt étaient ainsi décrites « échiqueté d'or et d'azur de 25 pièces ».